# Jonas Laurentii Blyberg
Johan Larsson Blyberg, känd som Jonas Laurentii Blyberg, död 1659, var en svensk präst.
Byberg var kyrkoherde i Svennevads socken på 1600-talet och anfader till kyrkoherdesläkten Blyberg.